# Khaudum nationalpark
Khaudum nationalpark ligger i nordöstra Namibia vid gränsen till Botswana. Parken inrättades 1989.
Den enda onaturliga avgränsningen är stängslen på gränsen mot Botswana. Här hittas det typiska djurlivet för afrikanska savanner med bland annat afrikansk elefant, afrikansk vildhund, lejon, leopard, gepard och hästantilop. Regionen kännetecknas av flera uttorkade eller periodiska vattendrag som används av djuren som stigar. Typiska träd i parken är Combretum imberbe, Guibourtia coleosperma, Baikiaea plurijuga, Spirostachys africana och baobab (Adansonia digitata). Dessutom förekommer många akacior.
I nationalparken registrerades cirka 350 olika fågelarter. Genom etablering av 12 dammar blev iakttagelser för turister lättare.